# Carča
Carča nebo Carče (abchazsky Ҵарча, gruzínsky a megrelsky წარჩე – Carče) je vesnice v Abcházii v okrese Tkvarčeli. Leží přibližně 22 km jižně od okresního města Tkvarčeli. Obec sousedí na západě s Ačgvarou a s První Bediou, na severu s Agubediou a s Bediou, na severovýchodě se Čchvartalem, na východě s Uakumí a na jihu s Machurem. Obec svírá zprava řeka Čchortoli a zleva řeka Okum, do které se vlévá první jmenovaná nedaleko od obce západním směrem poblíž Ačgvary.
Oficiálním názvem obce je Vesnický okrsek Carča (rusky Царчинская сельская администрация, abchazsky Ҵарча ақыҭа ахадара). Za časů Sovětského svazu se okrsek jmenoval Carčinský selsovět (Царчинский сельсовет).

## Části obce
Součástí Carči jsou následující části:
- Carča (Ҵарча)
- Apsa Uachvama / Pičvis Ochvame(Аԥса уахәама / Ԥиҷвис охваме)
- Bablošana (Баблошьана)
- Gobar (Гобар)
- Kološara (Колошьана)
- Nachingu (Нахингә)
- Nadžichu (Наџьихә)
- Pšaur (Ԥшьаур) – gruz. Pšauri
- Puckur (Ԥуҵҟәыр) – gruz. Puckuri
- Saalanio (Сааланио)
- Sabenio (Сабенио)
- Sagerzmo (Сагерзмо)
- Saelio (Саелио)
- Sakobachio (Сакобахьио)
- Sadžiganio (Саџьиганио)
- Džicha Abaa (Џьиха абаа)

## Historie
Název obce je pravděpodobně odvozen od megrelských slov „car“ (წარ), znamenající voda, a „če“ (ჩე), znamenající bílá. Tudíž je Carče v překladu Bílá Voda.
Písemné zmínky o této obci pocházejí již z doby Antiky. Arriános z Nikomédie žijící ve 2. století ve svých spisech zmiňuje název řeky „Tarsura“ a města „Taršen“, ležícího podél této řeky. V 17. století psal cestovatel Arkanjelo Lamberti o Hetě, za níž se nacházela řeka Okum a podél ní se nacházel Taršen. Taršen byla současná Carče, ale cizincům se lépe tento název vyslovoval jako Taršen. Město bylo vyznačené i na mapách ze stejné doby. V obci se ze starodávných dob dochovaly pozůstatky památek, jež svědčí o tom, že Carča bývala politicky i kulturně důležitou obcí v celé oblasti. Nachází se zde čtyři kostely: Chrám zvěstování, chrám „Pičeriste,“ a komplex „Mapaš Ochuame“ (megrelsky královská hrobka). Byly zde i čtyři prastaré knihovny, avšak do současnosti se nedochovala ani jedna.
Komplex „Mapaš Ochuame“ byl vystavěn v průběhu 13. a 14. století a zahrnuje dva kostely, ohradu a vstupní bránu. V jednom z těchto kostelů se nacházejí fresky s vyobrazením místní šlechty. Tuto památku podrobně studoval L. Šervašidze, podle jehož názoru byla dokončena až v 15. století. V 17. století byly zdejší kostely zrekonstruovány na příkaz megrelského knížete Levana II. Dadianiho. Během archeologického výzkumu byl nalezen dopis psaný písmem nuschuri, na němž bylo uvedeno jméno Pašadze. Stejný název má kopec nedaleko obce. V obci se také nacházejí rozvaliny raně středověké pevnosti Carče.
Carča patřila do historického regionu Samurzakan a do 19. století byla administrativně součástí sousední obce Machur. S koncem 19. století byl celý Samurzakan rozdělen na dvě jazykové zóny, abchazskou a megrelskou, kdy abcházština přetrvala v kopcích nad nížinou, kterou obsadili Megrelové. Carča patřila do úzké zóny, kde byly tyto dva jazyky smíseny.
V roce 1926 ale uvedlo jako svůj rodný jazyk abcházštinu pouhých 4,7 % obyvatel obce, přestože se polovina obyvatelstva považovala za Abchazy. Po vzniku Sovětského svazu byla obec po správní reformě zařazena do okresu Gali, byla zde vybudována gruzínská základní škola a zdejší abchazská populace byla do 50. let gruzifikována a ztratila svou původní etnickou identitu.
Během války v Abcházii v letech 1992-1993 byla obec ovládána gruzínskými vládními jednotkami. Na konci této války naprostá většina obyvatel Carči uprchla z Abcházie, ale dvě třetiny uprchlíků se již v roce 1994 vrátily. I proto patří Carča k obcím s nejmenším poválečným úbytkem obyvatel.
V roce 1994 byla Carča převedena po správní reformě do nově vzniklého okresu Tkvarčeli.

## Obyvatelstvo
Dle nejnovějšího sčítání lidu z roku 2011 je počet obyvatel této obce 1661 a jejich složení následovné:
- 1273 Gruzínů (76,6 %)
- 327 Megrelců (19,7 %)
- 45 Abchazů (2,7 %)
- 8 Rusů (0,5 %)
- 8 příslušníků ostatních národností (0,5 %)

Před válkou v Abcházii žilo v obci bez přičleněných vesniček 1464 obyvatel, v celém Carčinském selsovětu 2538 obyvatel.